# برست (حومة لنجة)
برست (بالفارسية: برست) هي مستوطنة تقع في إيران في منطقة مركزية ريفية. يقدر عدد سكانها بـ 132 نسمة .